# Monochamus maruokai
Monochamus maruokai är en skalbaggsart som beskrevs av Hayashi 1962. Monochamus maruokai ingår i släktet Monochamus och familjen långhorningar. Inga underarter finns listade i Catalogue of Life.